# El reloj de maese Humphrey
El reloj de maese Humphrey («Master Humphrey's Clock») fue una revista semanal editada y escrita enteramente por Charles Dickens que se publicó desde el 4 de abril de 1840 al 4 de diciembre de 1841. Comenzó con una narración enmarcada, en la que maese Humphrey nos habla de sí mismo y de su reducido círculo de amistades, entre ellos Mr. Pickwick, y también nos revela su afición por contar historias. En esta revista se publicaron varios cuentos cortos, así como las novelas La tienda de antigüedades y Barnaby Rudge.  Se cree que originalmente Dickens tenía la intención de que la primera de ellas fuera una historia corta como las otras que habían aparecido en El reloj de maese Humphrey, pero tras publicar algunos capítulos, y ante el descenso en las ventas de la revista, decidió extenderla a novela. Maese Humphrey aparece como narrador en primera persona durante los tres primeros capítulos de La tienda de antigüedades, pero luego desaparece tras alegar: «Y ahora que en esta historia he llegado tan lejos con mi propia figura y presentado estos personajes al lector, por la conveniencia de la narrativa me desligaré de sus futuras tramas, y dejaré que los que tienen papeles prominentes y necesarios en ellas hablen y actúen por sí mismos».
Maese Humphrey es un hombre solitario que vive en Londres. Guarda viejos manuscritos en un antiguo reloj de pie cerca de la chimenea. Un día decide que va a fundar un pequeño club, llamado El reloj de maese Humphrey, en el que los miembros leerán sus escritos a los demás. Estos miembros son maese Humphrey, un caballero sordo, Jack Redburn, el comerciante retirado Owen Miles y el Sr. Pickwick, personaje de Los papeles póstumos del Club Pickwick. En la cocina existe un club paralelo, El reloj de pulsera del Sr. Weller dirigido por el Sr. Weller, entre cuyos miembros se encuentran Sam Weller, hijo del anterior, la doncella de Humphrey y el barbero.
El reloj de maese Humphrey apareció tras La tienda de antigüedades para presentar Barnaby Rudge. Después de esta última, maese Humphrey queda solo y pensativo en la esquina de la chimenea y el caballero sordo sigue la narración. Más tarde, el caballero sordo y sus amigos vuelven a casa de Humphrey y lo encuentran muerto. Humphrey lega cierta cantidad de dinero para el barbero y la doncella (de la historia se deduce que piensan casarse). Redburn y el caballero sordo se encargan de la casa y el club se clausura para siempre. 
En la parte de El reloj de maese Humphrey que sigue a La tienda de antigüedades, maese Humphrey revela que él es el personaje denominado «el caballero soltero» en dicho relato.

## Orden de la historia
El reloj de maese Humphrey fue una revista semanal que contenía cuentos y dos novelas (La tienda de antigüedades y Barnaby Rudge). Algunos de los cuentos cortos funcionan como hilo de unión de las novelas, por lo que el orden de publicación es importante. La revista era semanal, pero cada cuatro o cinco volúmenes se publicaba un volumen encuadernado con el contenido de las anteriores revistas en formato algo distinto y con anuncios (que no aparecían en la publicación semanal).
Aunque la intención artística original de Dickens era mantener los cuentos cortos y las novelas juntas, él mismo canceló El reloj de maese Humphrey y afirmó en el prefacio de La tienda de antigüedades que no deseaba que esa historia quedara ligada a la serie en la que comenzó. Después, las novelas y los cuentos cortos se han publicado por separado en las antologías, aunque a partir de 1840, se publicaron tres volúmenes encuadernados bajo el título El reloj de maese Humphrey, en los que se reunían las dos novelas y las historias cortas en el mismo orden en que aparecieron originalmente. Las ilustraciones de estos volúmenes fueron de George Cattermole y Hablot Knight Browne, conocido como «Phiz», los mismos artistas que ilustraron la revista.